# Mexicas LFA
Los Mexicas es un equipo mexicano de fútbol americano de la Liga de Fútbol Americano Profesional de México (LFA), con sede en la Ciudad de México, fue uno de los cuatro equipos fundadores de la liga, pero eran conocidos como Eagles. Hoy se les conoce como la Sangre Mexica .
Este es un tributo a los fundadores de México-Tenochtitlán y evocar a esa gran cultura que aún nos representa.
Su sede actual es el Estadio Jesús Martínez "Palillo".
Sus colores tradicionales son el Rojo Y el Negro, por ello son apodados sangre Mexica. Compiten en la División Centro de la Liga de Fútbol Americano Profesional de México (LFA).
Fue campeón de la Liga al ganar el Tazón México III en la temporada 2018. 
Entre sus patrocinadores más importantes están Farmacias GI, MCA Investment, Mundo D y  TCL.

## Historia
Eagles fue fundado el 5 de noviembre de 2015 junto con los Condors, Mayas y Raptors, por lo que fueron uno de los 4 equipos fundadores de la Liga. En sus primeras dos temporadas, el equipo había sido directamente administrado por la LFA. Previo a la tercera temporada, la Liga franquició a varios de sus equipos, en el caso de Eagles, debido a esto Los Mexicas han tenido 4 Coaches Diferentes en cada una de las temporadas de la LFA.

### Eagles LFA

#### Temporada 2016
El equipo fue fundado en noviembre de 2015, con miras a la participación en la temporada inaugural de la LFA en febrero del 2016. El nombre elegido para el equipo fue el de Eagles, debido a que se deseaba atraer a la afición del equipo de fútbol americano universitario Águilas Blancas del IPN, uno de los equipos con más fanáticos en el país. Por la misma razón sus colores fueron el rojo y blanco (los de Águilas Blancas son el guinda y blanco). Eagles debutaría en la LFA el 21 de febrero de 2016, cayendo 30-28 ante Condors, no obstante, conseguirían su primera victoria 7 días después, con marcador de 29-27 vs Raptors. En su primera temporada (2016) no pudieron llegar al primer Tazón México. 

#### Temporada 2017
En su segunda campaña, hubo cambios en el personal de entrenadores para esta temporada a cargo de José Campuzano.
Eagles obtuvo una marca de 4-3 en temporada regular, en la que fue una buena campaña accediendo a la final divisional por primera vez.
En el campeonato de la División Centro cayeron frente a Mayas por 40-18. Posteriormente, los Mayas se coronaron como los primeros bicampeones del circuito al derrotar a los Dinos en la disputa del Tazón México II

### Mexicas: Era del Dr. Conde.

#### Temporada 2018
En sus primeras dos temporadas, el equipo había sido directamente administrado por la LFA. Previo a la tercera temporada, la Liga franquició a varios de sus equipos, en el caso de Eagles, el 5 de octubre de 2017 la franquicia fue adquirida por Marco Antonio Conde, director de la Universidad del Conde de Coatepec, Veracruz. Con la llegada del nuevo franquiciatario, Eagles pasó a llamarse Mexicas, mote utilizando por los equipos deportivos de la casa de estudios antes mencionada, así mismo, también se cambió el escudo y se remplazaron los colores del equipo: rojo y negro, en vez de rojo y blanco.
En su primera temporada como Mexicas (2018) el equipo obtuvo grandes resultados, pues solo perdió dos partidos en toda la temporada, uno por un punto, y otro por siete puntos, además de uno por forfeit. Obtuvo el campeonato de la División Centro tras derrotar 27-17 a Mayas, lo que les permitiría clasificarse al Tazón México III, juego que se llevó a cabo el 22 de abril de 2018 en el Estadio Azul, donde Mexicas conseguiría su primer título en la LFA al vencer a Raptors 17-0. El equipo también generó controversia al negarse a jugar en la semana 3 ante Dinos, luego de que una grave lesión en la rodilla del WR Mubalama Massimango ocurrida en la semana 1 no fuera apropiadamente atendida por la LFA. No obstante que la Liga reconoció que había un problema administrativo con la póliza de seguro de gastos médicos, el equipo fue castigado perdiendo el encuentro, pagando una multa de $657,820.00 MXN (aprox. $32,000 USD), y cambiando al franquiciatario para la temporada 2019.

### Mexicas: Reconstrucción

#### Temporada 2019
En septiembre del 2018 se anuncia a los nuevos franquiciatarios del equipo así como que se mudarán del Estadio Palillo Martínez al Campo del Casco de Santo Tomás a partir de la temporada 2019.
En su cuarta campaña, hubo cambios en el personal de entrenadores para esta temporada a cargo de Enrique Zárate.
Mexicas obtuvo una marca negativa de 2-6 en temporada regular, en la que fue una mala campaña después de haber accedido a la final divisional por segunda vez, llegar a un Tazón México y ganarlo la campaña pasada.

### Mexicas: Coach Héctor Toxqui

#### Temporada 2020
Previo a la temporada 2020 la directiva de Mexicas anuncia que el entrenador Enrique Zarate deja de ser Head Coach de Mexicas en común acuerdo con el equipo, dando paso a la contratación del entrenador Héctor Toxqui como nuevo Head Coach del equipo.
En esta temporada, mexicas tuvo la segunda selección de la primera ronda del draft, en el que agregaron a grandes jugadores como Jerónimo Arzate, Daniel Concepción, Daniel Ramirez entre otros.
Tuvieron un récord de 2-3, se quitaron la hegemonía de los Artilleros ganándole de visita y también le quitaron el invicto a los Condors, y su CB Jerónimo Arzate terminó como líder en intercepciones.

#### Temporada 2022
En su cuarta campaña, hubo cambios en la sede del equipo regresando a sus orígenes teniendo como casa el estadio Jesús Martínez Palillo.
Mexicas obtuvo una marca de 4-2 en temporada regular, en la que fue una campaña regular accediendo a la postemporada, sin embargo cayo en juego de comodines ante (7-14) Gallos Negros, el último clasificado a postemporada y con récord perdedor.

#### Temporada 2023
En su quinta campaña, tercera al frente del entrenador Toxqui, el equipo obtuvo una marca de 3-7 marcando así el fin de la era Toxqui frente al equipo en la semana 8, quedando a cargo el coordinador ofensivo Sergio Lavanderos como entrenador interino. Durante el fin de temporada se anunciaría al nuevo entrenador para la siguiente temporada Félix Buendía, campeón del Tazón México en 2019, dirigiendo el último juego de temporada y ganando a Raptors de visita por 34-6.

## Estadísticas
| Temporada | Entrenador                      | Temporada regular | Temporada regular | Temporada regular   | Postemporada | Postemporada | Postemporada                               |
| Temporada | Entrenador                      | Récord            | Cociente          | Resultado           | Récord       | Cociente     | Resultado                                  |
| --------- | ------------------------------- | ----------------- | ----------------- | ------------------- | ------------ | ------------ | ------------------------------------------ |
| 2016*     | Antonio Sandoval                | 3-3               | 0.500             | 3.º Liga            | —            | —            | No clasificó                               |
| 2017*     | José Campuzano                  | 4-3               | 0.571             | 2.º División Centro | 0-1          | 0.000        | Pierde ante Mayas el Campeonato Divisional |
| 2018      | Rafael Duk                      | 4-3               | 0.571             | 2.º División Centro | 2-0          | 1.000        | Campeón del Tazón México III               |
| 2019      | Enrique Zarate                  | 2-6               | 0.250             | 4.º División Centro | —            | —            | No clasificó                               |
| 2020      | Héctor Toxqui                   | 2-3               | 0.400             | 2.º División Centro | —            | —            | —                                          |
| 2021      | Héctor Toxqui                   | 0-0               | 0.000             | —                   | —            | —            | —                                          |
| 2022      | Héctor Toxqui                   | 4-2               | 0.667             | 3.º clasificado     | 0-1          | 0.000        | Eliminado en comodines por Gallos Negros   |
| 2023      | Héctor Toxqui/Sergio Lavanderos | 3-7               | 0.300             | 8.º clasificado     | —            | —            | No clasificó                               |
| 2024      | Félix Buendía                   | 0-0               | 0.000             | —                   | —            | —            | —                                          |

* Como Eagles
     Temporada Cancelada

## Rivalidades

### Mexicas VSCondors
La rivalidad entre Mexicas y Condors, es una de las más relevantes entre los equipos de la Liga de Fútbol Americano Profesional de México (LFA). La gran rivalidad de estos dos equipos se gesta desde la primera temporada de la LFA (2016), esto debido a que fueron creados con inspiración de los dos equipos más representativos del fútbol Colegial Águilas Blancas y Pumas UNAM, además de que fueron los jugadores base para estos dos equipos.
El primer enfrentamiento se dio el 21 de febrero de 2016, donde los Mexicas Y Condors jugaron el segundo juego la primera temporada de la LFA, juego en el que los Condors vencieron por un marcador apretado de 30-28 en el Estadio Jesús Martínez "Palillo". En la semana 4 se llevó a cabo el segundo juego de la temporada entre estos dos equipos, donde Eagles propino la que fuera la primera blanqueada en la historia de la LFA por un marcador de 19-0 a los Condors.
Durante la segunda temporada de la LFA(2017), los equipos se enfrentaron durante la jornada 3 en la que los Condors ganaron con un marcador muy apretado, solo por 4 puntos de diferencia 24-20. En la última semana se llevó a cabo el segundo juego de la temporada entre estos dos equipos, donde Eagles ganó claramente por un marcador de 31-16. Temporada en la que accedieron por primera vez a la final divisional, en la que cayeron con los Mayas.
En la temporada 3 de la LFA el juego inaugural fue Mexicas Vs Condors, en la que los Mexicas ganaron con gran superioridad por marcador de 36-19. los equipos se volvieron a enfrentaron durante la jornada 4 en la que los Condors Ganaron en un dramático juego que apenas pudieron ganar por 23-22 en el que fue uno de los mejores juegos de la temporada. Esta Temporada Mexicas ganaría el campeonato divisional y a la postre el Tazón México. 

### Mexicas VSMayas
La rivalidad entre Mexicas y Mayas, también llamada por algunos medios como el "clásico del sol" es una de las más relevantes entre los equipos con más afición de la Liga de Fútbol Americano Profesional de México (LFA).La gran rivalidad de estos dos equipos se gesta desde la primera temporada de la LFA (2016) cuando los Mexicas aun eran conocidos como Eagles, sin embargo se empezó a llamar clásico cuando surgió la transformación, debido a que eran dos de las más grandes culturas prehispánicas. 
El primer enfrentamiento se dio en el Estadio Jesús Martínez "Palillo", en la semana 3 se llevó a cabo el primer juego de la temporada entre estos dos equipos, donde ocurrió la que fue la primera derrota de los Eagles ante los Mayas en la historia de la LFA por un marcador de 33-26.
El segundo duelo durante la primera temporada llegaría en la última fecha del campeonato, en la que los Eagles se llevaron la victoria al derrotarlos 22-16 en el Estadio Jesús Martínez "Palillo" de la Ciudad de México.
Durante la segunda temporada de la LFA(2017), los equipos se enfrentaron en tres ocasiones una de ellas en postemporada, los mayas cayeron con un marcador de 33-21. Y en el segundo duelo la victoria fue para el impero azul con marcador muy apretado con solo una diferencia de 3 puntos de 27-24, después los equipos se enfrentarían en pos temporada jugándose la clasificación al tazón México II los Mayas terminaron ganando por un amplio margen de 48-18 y en la que terminó con las aspiraciones de los Eagles.
En la temporada 3 de la LFA los Eagles sufrieron una gran transformación al cambiar su logo y nombre a Mexicas, con lo que se crearía una mayor rivalidad con los Mayas por el contexto histórico. los equipos se enfrentaron en tres ocasiones una de ellas en postemporada, los juegos de dieron durante las últimas dos fechas de temporada regular, el juego de la semana 6 fue uno de los mejores de la temporada ganado los Mexicas por un apretado marcador de 35-34, en el que se vivieron grandes emociones. la revancha para Mayas llegaría la siguiente semana donde lograron la victoria por 19-12, en el que fue el cierre de la temporada. En el juego divisional se esperaba que los Mayas llegaran a su tercera final consecutiva, sin embargo los Mexicas sorprendiendo a todos eliminando a los Mayas con un marcador de 27-17 y así evitando que llegaran a otro tazón México.
los Mexicas se convertirían en los nuevos campeones de la LFA.

## Afición
Los Mexicas se caracterizan por tener una de las mejores aficiones de toda la LFA, esto se dio en un principio por llevar los colores de las Águilas Blancas, además de contar con muchos exjugadores en su roster. Después la transformación a Mexicas tuvo gran aceptación en el público esto debido a la  gran cultura e historia que hay detrás de esta cultura prehispánica, lo cual hizo que los aficionados se decidieran a seguirlos.  

### Apodos
- Las blancas: este apodo es debido a la relación que hay con el equipo representativo del IPN, utilizado durante las dos primeras temporadas del club.

- Sangre Mexica: este apodo es uno de los más característicos, Apodo utilizado durante la tercera temporada del club, debido que hubo una transformación en la imagen del equipo. se coronaron por primera vez en esta temporada ganado el Tazón México, siendo el segundo equipo en conseguirlo. Este también es debido al color rojo de su uniforme.

### La mascota
Durante 2016 y 2017, la mascota oficial fue un águila Mexicana que es un ave habita en partes de México y también es el símbolo de la bandera Mexicana junto con su moneda. El cual se presentaba durante los partidos de los eagles en el Estadio palillo Martinez.
Para 2018, la mascota oficial lleva por nombre "TONATIUH" es un guerrero Mexica, esto debido a la gran tradición de la cultura, a veces utiliza un casco de guerrero águila, para representar el logo del equipo. El cual actualmente se presenta durante los partidos de los Mexicas en el Estadio del Casco de Santo tomas.

## Símbolos

### Escudo
Para la Inauguración de la LFA y hasta la temporada 2017 el primer diseño que portó el club fue para los Eagles, el cual consta de un águila Blanca, con vivos en color rojo.
El actual escudo es gracias a la transformación del equipo, este consta de la cabeza de un Mexica, no solo eso sino que es un guerrero águila, y porta un icónico casco que así lo demuestra, los colores que ocupa son el negro y rojo, así como blanco para los detalles.

## Jugadores

### Plantel actual
Roster de la Temporada actual
| N.°                | País                      | Posición     | Nombre                    | Edad         | Equipo Colegial                   |
| Quarterbacks       | Quarterbacks              | Quarterbacks | Quarterbacks              | Quarterbacks | Quarterbacks                      |
| ------------------ | ------------------------- | ------------ | ------------------------- | ------------ | --------------------------------- |
| 06                 | Bandera de México         | QB           | Alejandro Marquez Fregoso | 30 años      | Leones Anáhuac                    |
| 12                 | Bandera de México         | QB           | José Miguel Patiño Mejia  | 31 años      | Águilas Blancas                   |
| 05                 | Bandera de Estados Unidos | QB           | Kenyatte Allen JR         | 29 años      | Robert Morris University Illinois |
| Running Backs      |                           |              |                           |              |                                   |
| 15                 | Bandera de Estados Unidos | RB           | Kyle Keanue Jarvis        | 27 años      | New Mexico University             |
| 23                 | Bandera de Estados Unidos | RB           | Sy Salli Alli IV          | 24 años      | Wheeling University               |
| 39                 | Bandera de México         | RB           | Jaime Garcia Gonzalez     | 31 años      | Aguilas Blancas IPN               |
| 44                 | Bandera de Estados Unidos | RB           | Timothy Howard Whitfield  | 29 años      | Langston University               |
| Wide Receivers     |                           |              |                           |              |                                   |
| 3                  | Bandera de México         | WR           | Gerardo Álvarez           | 36 años      | Lobos UAdeC                       |
| 4                  | Bandera de Estados Unidos | WR           | James Okike               | 33 años      | Dusseldorf Phanters               |
| 12                 | Bandera de México         | WR           | Sergio Cisneros           | 29 años      | Lobos UAdeC                       |
| 14                 | Bandera de México         | WR           | Enrique Barbosa           | 30 años      | Auténticos Tigres UANL            |
| 18                 | Bandera de México         | WR           | Fernando Gómez            | 30 años      | Auténticos Tigres UANL            |
| 19                 | Bandera de Estados Unidos | WR           | Dun Royshawn              | 28 años      | Dusseldorf Howart University      |
| 22                 | Bandera de México         | WR           | Jesús Rendon              | 31 años      | Lobos UAdeC                       |
| 86                 | Bandera de México         | WR           | Manuel Martínez           | 32 años      | Águilas Blancas IPN               |
| Línea Ofensiva     |                           |              |                           |              |                                   |
| 50                 | Bandera de México         | OL           | Carlos Mercado            | 31 años      | Borregos Salvajes MTY             |
| 53                 | Bandera de México         | OL           | Mariano Vargas            | 41 años      | Borregos ITESM México             |
| 54                 | Bandera de Canadá         | OL           | Ben Koczwara              | 29 años      | Waterloo University               |
| 55                 | Bandera de México         | OL           | Iván Barragan             | 32 años      | Auténticos Tigres UANL            |
| 69                 | Bandera de México         | OL           | Baldemar Cantu            | 39 años      | Auténticos Tigres UANL            |
| 73                 | Bandera de México         | OL           | Joaquín Davila            | 33 años      | Auténticos Tigres UANL            |
| 74                 | Bandera de México         | OL           | Michell López             | 33 años      | Auténticos Tigres UANL            |
| 78                 | Bandera de México         | OL           | Federico Flores           | 31 años      | Auténticos Tigres UANL            |
| 79                 | Bandera de México         | OL           | Jesús Esparza             | 39 años      | Auténticos Tigres UANL            |
| Línea Defensiva    |                           |              |                           |              |                                   |
| 8                  | Bandera de México         | DL           | Ricardo Yañes             | 35 años      | Auténticos Tigres UANL            |
| 20                 | Bandera de Estados Unidos | DE           | Senquay Mckeith           | 32 años      | Tennese Tech                      |
| 44                 | Bandera de México         | DL           | David Alanis              | 32 años      | Lobos UAdeC                       |
| 50                 | Bandera de México         | DL           | Jorge Beltran             | 38 años      | Borregos ITSEM Laguna             |
| 58                 | Bandera de México         | DL           | Alexandro Pérez           | 32 años      | Auténticos Tigres UANL            |
| 70                 | Bandera de Estados Unidos | DL           | Jadarius Cesar            | 30 años      | Luisiana Collage                  |
| 92                 | Bandera de México         | DL           | Luis Lozano               | 33 años      | Auténticos Tigres UANL            |
| 99                 | Bandera de México         | DE           | Pedro Guerrero            | 33 años      | Auténticos Tigres UANL            |
| Linebackers        |                           |              |                           |              |                                   |
| 2                  | Bandera de México         | LB           | Adrián Martínez           | 33 años      | Auténticos Tigres UANL            |
| 4                  | Bandera de México         | LB           | Gerardo Vélez             | 33 años      | Auténticos Tigres UANL            |
| 11                 | Bandera de México         | LB           | Daniel Carrete            | 35 años      | Auténticos Tigres UANL            |
| 36                 | Bandera de México         | LB           | Eduardo Camacho           | 40 años      | UMM                               |
| 41                 | Bandera de México         | LB           | Alejandro Sánchez         | 31 años      | Auténticos Tigres UANL            |
| 52                 | Bandera de México         | LB           | Lennin Ortiz              | 34 años      | Burros Blancos IPN                |
| 56                 | Bandera de Estados Unidos | LB           | Anthony Patrick Jr        | 28 años      | Bethel University                 |
| Defensive Backs    |                           |              |                           |              |                                   |
| 7                  | Bandera de México         | SF           | Guillermo Garza           | 39 años      | Jaguares UR                       |
| 10                 | Bandera de México         | DB           | Jorge Revuelto            | 34 años      | Águilas UACH                      |
| 13                 | Bandera de México         | DB           | Iván Sánchez              | 32 años      | Auténticos Tigres UANL            |
| 23                 | Bandera de México         | DB           | Alcides Benítez           | 33 años      | Auténticos Tigres UANL            |
| 24                 | Bandera de México         | DB           | Sergio Shaffino           | 32 años      | Borregos Salvajes MTY             |
| 25                 | Bandera de México         | DB           | Erick Cazares             | 32 años      | Auténticos Tigres UANL            |
| 26                 | Bandera de México         | DB           | Gustavo Hernández         | 29 años      | Auténticos Tigres UANL            |
| 31                 | Bandera de Estados Unidos | DB/LB        | Kelton Drew               | 29 años      | Western Kentucky                  |
| 51                 | Bandera de México         | DB           | Andrés Castro             | 30 años      | Lobos UAdeC                       |
| 59                 | Bandera de México         | DB           | Luis Moreno               | 37 años      | Borregos Salvajes MTY             |
| Equipos Especiales |                           |              |                           |              |                                   |
| 28                 | Bandera de México         | K            | Oscar Silva Reta          | 36 años      | Auténticos Tigres UANL            |

### Plantel Campeón
Roster Campeón de la Temporada 2018

### Ganadores LFA MVP
| 2018 | Ricardo Quintana #5 | QB |

### Ganadores MVP Tazón México
| 2018 | Guillermo Villalobos #84 | WR |

### Jugadores Drafteados CFL
| Guillermo Villalobos | WR | Ottawa Redblacks | Practice squad |

## Personal técnico

### Plantilla Coaches
Plantilla Actual 

## Uniforme
El uniforme de los Mexicas se caracteriza por ser uno de los mejores que hay dentro de la LFA, con un diseño simple en color rojo y el alternativo en negro, además de que en algunas ocasiones se usaron diferentes combinaciones, e igualmente los Eagles tuvieron una excelente indumentaria.  

### Uniformes anteriores

Uniformes 2019
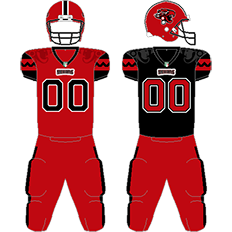
Temporada 2019
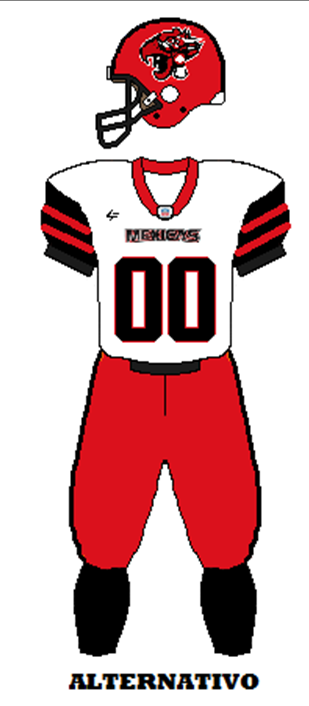
Alternativo

- 2016-2017

Uniformes históricos
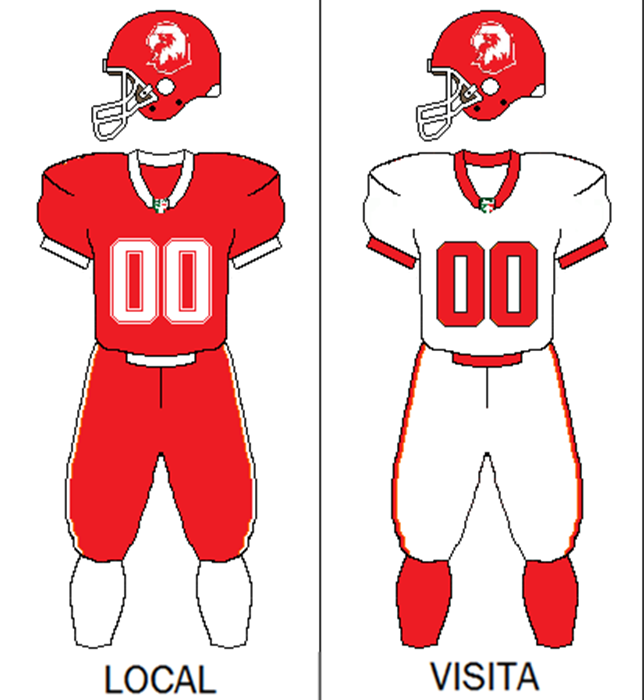
Temporada 2016-17

- 2018

Uniformes históricos
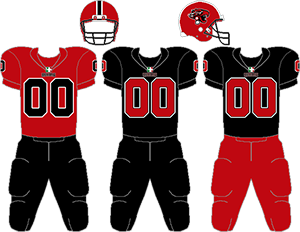
Temporada 2018

- 2019

- Uniformes 2019
- Temporada 2019
- Alternativo

- 2020

Uniformes actuales
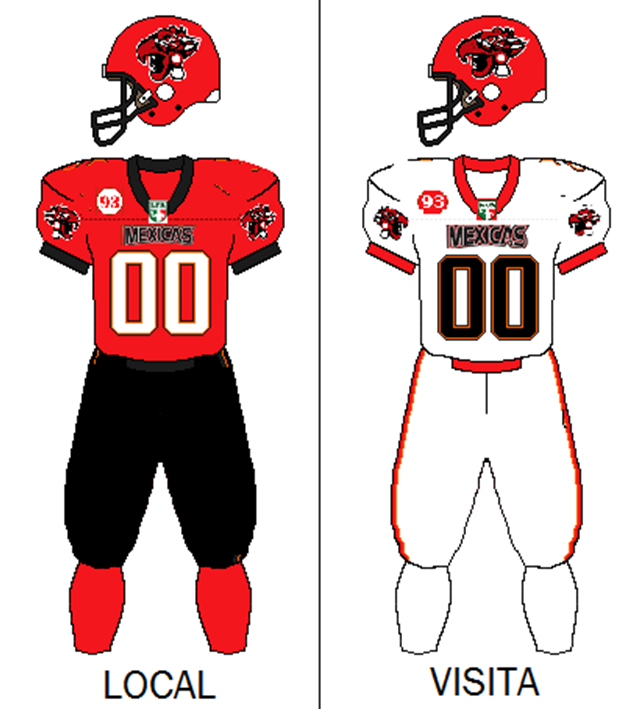
Temporada 2020

### Indumentaria
A continuación se enumeran en orden cronológico el fabricante de las indumentarias del club que ha tenido desde 2016.
| Período   | Proveedor     |
| --------- | ------------- |
| 2016–2018 | Under Armour  |
| 2019*     | Dicass Sports |
| 2020      | CDR Sports    |
| 2022      | ETL           |
| 2023      | TWO4          |

En el año 2019 Dicass Sports la empresa deportiva proveerá al club de la indumentaria durante la temporada 2019, esto debido al incumpliemiento de la empresa provedora de la LFA(Laufton).

## Instalaciones

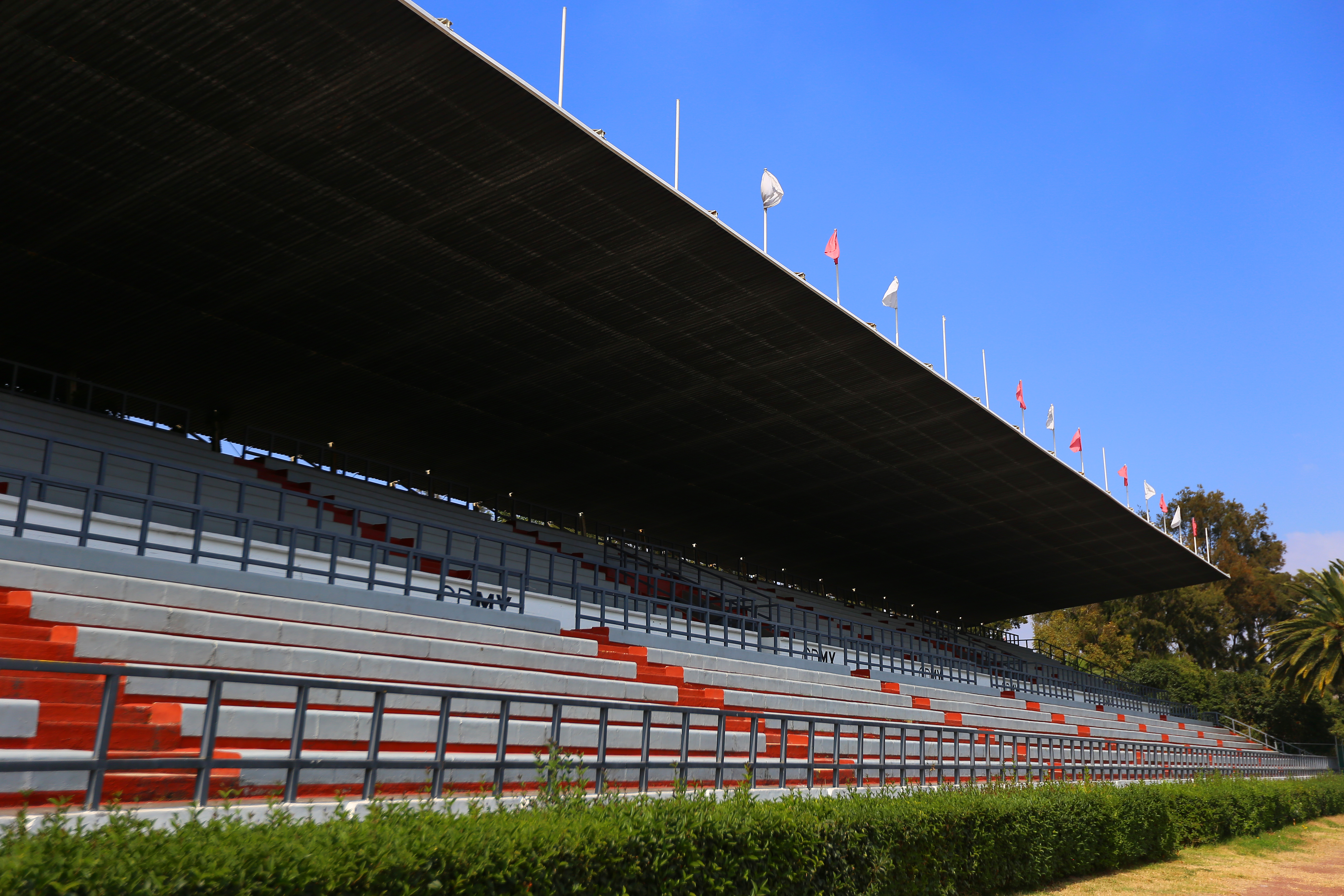
Estadio Palillo

### Estadio Jesús Martinez Palillo
El Estadio Jesús Martínez "Palillo" es un recinto deportivo multiusos que se encuentra ubicado en la Ciudad Deportiva Magdalena Mixhuca, en la Ciudad de México. El estadio cuenta con gradas con capacidad de 6,000 espectadores así como un palco presidencial. Lleva el nombre de su principal patrocinador financiero, el actor cómico Jesús Martínez, más conocido como "Palillo".
Fue la casa de los Mexicas durante las primeras tres temporadas de la LFA, en las que las dos primeras temporadas no se clasificó a postemporada, ya para la tercera clasificando por primera vez y siendo campeones de la división centro derrotando a los Mayas, haciéndose de una gran afición. Y siendo el 2019 el año en que se mudarían aun estadio propio, que no compartirían con ningún otro equipo de la LFA.

### Estadio delCasco de Santo Tomás
El Estadio del Casco de Santo Tomás es un recinto deportivo del Instituto Politécnico Nacional con capacidad para 2.000 espectadores, ubicado al centro de la Ciudad de México, dentro de la Unidad Profesional "Lázaro CárdenasLázaro Cárdenas", Santo Tomás. El estadio es casa de los equipos de fútbol americano representativos de la institución: las Águilas Blancas en todas sus categorías, así como de los Mexicas LFA.
Los Mexicas anunciaron que para esta 4.ª temporada jugarían como locales en este mítico estadio, en el que no lo compartirán con nadie dentro de la LFA.

### Estadio Perros Negros
El Estadio Perros Negros es un recinto deportivo del ejido de oro, con capacidad para 3,500 espectadores, ubicado en Naucalpan. El estadio es casa de los equipos de fútbol americano infantiles y juveniles de la zona, así como de los Mexicas LFA.
Los Mexicas anunciaron que para esta 5.ª temporada jugarían como locales en este mítico estadio, en el que no lo compartirán con nadie dentro de la LFA.